# Aequidiplosis cornuta
Aequidiplosis cornuta är en tvåvingeart som beskrevs av Fedotova 2004. Aequidiplosis cornuta ingår i släktet Aequidiplosis och familjen gallmyggor. Inga underarter finns listade i Catalogue of Life.